# Messanges, Côte-d'Or
 Messanges  là một xã ở tỉnh Côte-d’Or trong vùng Bourgogne-Franche-Comté, phía đông nước Pháp. Khu vực này có độ cao từ 282-487 mét trên mực nước biển.